# Albrecht Tübke
Albrecht Tübke (* 16. Juli 1971 in Leipzig) ist ein deutscher Maler und Fotograf. Seine Eltern sind das Malerehepaar Werner Tübke und Angelika Tübke geb. Hennig.
Albrecht Tübke studierte in Leipzig an der Hochschule für Grafik und Buchkunst Leipzig, an der er 1997 sein Diplom machte. Im Anschluss war er Meisterschüler bei Timm Rautert. Es folgte ein weiteres Studium in London an der Guildhall University, das er 2001 abschloss.
Als Maler widmet sich Albrecht Tübke neben der Porträt Malerei auch dem Stillleben, dabei stehen seine Ölgemälde in der Tradition der klassischen Lasur Malerei aus der Zeit der Renaissance. In langwierigen und komplexen Arbeitsprozessen werden die Bilder in vielen übereinanderliegenden transparenten Schichten gemalt. Die so entstandenen Ölbilder haben eine hohe Genauigkeit im Detail und weisen eine beeindruckende Farbtiefe auf.
In der Fotografie ist sein Feld das Menschenbild. Dabei handelt es sich vorwiegend um Ganzkörperporträts, in denen die Farbe stark reduziert ist. Tübke geht es um die Darstellung von Individualität und Einzigartigkeit des Menschen. Die porträtierten Personen schauen dabei fast immer in die Kamera. Durch die Konzentration des Blickes als auch durch die sensibel beobachtete Körperhaltung der dargestellten Person gelingt es Tübke, mit dokumentarischer Herangehensweise Bilder von sehr starker Intensität zu schaffen.
Albrecht Tübke lebt und arbeitet in Italien und Deutschland.

## Ausstellungen (Auswahl)
- 2016 „Das Portrait in der zeitgenössischen Fotografie“, SK Stiftung Köln
- 2016 „Ulm Portraits“, The Artur Walther Collection, Ulm
- 2015 „Portraits“, Museum für Fotografie, Leipzig, Germany
- 2014 „20 Jahre Gesellschaft für moderne Kunst“, Kunsthalle Dresden
- 2013 „Kleiden – Verkleiden“, Museum Folkwang, Essen
- 2012 „The World in London“, Cultural Olympiad 2012, Victoria Park, London
- 2012 „The Caves“, Distrito4 Gallery, Madrid
- 2012 „Megacool 4.0. Jugend und Kunst“, Künstlerhaus k/haus, Wien
- 2012 „Mal schauen“, Staatliche Kunstsammlungen Dresden
- 2011 „Ulm Portraits“, The Walther Collection, Ulm
- 2011 „politics: ich-ich’s-wir“, Columbus Art Foundation, Ravensburg
- 2011 „Pulso XXl“, MAS – Museo de Arte Moderno, Santander, Spain
- 2011 „Leipzig – Fotografie seit 1839“, Grassi Museum, Leipzig
- 2010 "Made in Italy", James Hyman Gallery, London
- 2010 "Le printemps de Septembre", Henri-Martin Museum, Cahors, Frankreich
- 2010 "Mit Abstand – Ganz nah", Stiftung Opelvillen, Rüsselsheim
- 2009 "Bolgheri – NY", Albrecht Tübke/Massimo Vitali, The Core Club, New York
- 2009 "Human Landscapes", Albrecht Tübke/Massimo Vitali, Dogenhaus, Leipzig
- 2009 "Staff Picks", Rose Gallery, Santa Monica, Kalifornien, USA
- 2009 "Little History of Photography", Galician Center for Contemporary Art, Spanien
- 2009 "Personae", Gallery BrancoliniGrimaldi, Florenz, Italien
- 2009 "Animalism", National Media Museum, Bradford, England
- 2008 "Sander's Children", Danziger Projects, New York
- 2007 "How We Are: Photographing Britain", Tate Britain, London
- 2007 "Zeit Raum Bild", Historisches Museum Frankfurt, Frankfurt (Main)
- 2007 "De L'Europe", CNA Centre National de l'Audiovisuel, Dudelange, Luxemburg
- 2006 "Pulica", Dogenhaus Galerie, Leipzig
- 2005 "Portraits and Spaces", Galeria Distrito Cu4tro, Madrid
- 2004 "National Collection", Victoria & Albert Museum, London
- 2004 "Yet Untitled", Kunsthalle Nürnberg
- 2004 "Yet Untitled", National Museum of Photography, Köbenhavn, Dänemark
- 2003 "Yet Untitled", Kunstverein Wolfsburg
- 2002 "Stepping In and Out", Victoria & Albert Museum, London
- 2002 "Tribe", Rena Bransten Gallery, San Francisco
- 2002 Galerie Mai 36, Zürich
- 2002 "Citizens", Dogenhaus Galerie, Leipzig
- 2001 "Dalliendorf", Linc Real Art, San Francisco
- 2000 "Identities", Gallery Rodolphe Janssen, Brüssel
- 1999 "Hanging Out", ROCKET-Gallery, London
- 1999 "Youth", Dogenhaus Galerie, Leipzig

## Bücher
- Dalliendorf. Institut für Buchkunst der Hochschule für Grafik und Buchkunst, Leipzig 2000, ISBN 3-932865-22-7.
- Portraits. Verlag für Moderne Kunst, Nürnberg 2006, ISBN 3-938821-32-9.